# Maledicció de la figuera

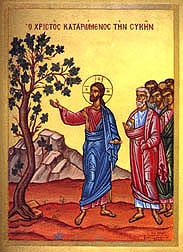
Icona romana d'Orient de la maledicció de la figuera.

La Maledicció de la figuera és un dels miracles de Jesús en els Evangelis. S'inclou en els evangelis de Marc i Mateu, però no en Lluc o Joan. En el text de Marc hi ha dues parts: la primera apareix després de L'Entrada triomfal a Jerusalem i abans de l'Expulsió dels mercaders del temple, on Jesús maleeix una figuera per ser estèril. En la segona part, presumiblement l'endemà, l'arbre s'ha marcit, cosa que dona peu a Jesús per a parlar de l'eficàcia de l'oració. Mateu el presenta com un esdeveniment singular.

## El text en Marc i Mateu
L'endemà, quan sortien de Betània, Jesús va tenir gana. 13 Veié de lluny una figuera que ja estava coberta de fullatge i va anar-hi per si hi trobava alguna cosa. Però, quan s'hi acostà, no va trobar-hi res més que fulles, perquè no era el temps de les figues. Llavors digué a la figuera: Que mai més ningú no mengi fruits teus! I els seus deixebles van sentir aquestes paraules. Marc 11:12-14
Al matí, tot passant, van veure que la figuera s'havia assecat de soca-rel. 21 Pere, recordant les paraules de Jesús, li diu: -Mira, rabí! La figuera que vas maleir s'ha assecat. Jesús els respon: -Tingueu fe en Déu. 23 Si algú diu a aquesta muntanya: "Alça't i tira't al mar", sense dubtar-ne en el seu cor, sinó creient que es realitzarà allò que diu, us asseguro que li serà concedit. 24 Per això jo us dic: tot allò que demaneu en la pregària, creieu que ja ho teniu concedit, i ho rebreu. Marc 11:20-25
De bon matí, tornant a la ciutat, Jesús va tenir gana. 19 Veié vora el camí una figuera i s'hi va acostar, però no va trobar-hi res més que fulles. Llavors digué a la figuera: -Que mai més no surti fruit de tu! I a l'instant la figuera es va assecar. En veure-ho, els deixebles, sorpresos, li preguntaren: -Com és que la figuera s'ha assecat en un instant? Jesús els respongué: -Us ho asseguro: si teniu fe i no dubteu, no solament fareu això que jo he fet a la figuera, sinó que fins si dieu a aquesta muntanya: "Alça't i tira't al mar", es realitzarà. Mateu 21:18-22
Molts estudiosos creuen que Marc fou el primer evangeli en ser escrit, i va ser una de les fonts de Mateu. Les diferències entre l'incident segons les versions d'un i altre són explicables des del punt de vista de les prioritats que tenia Marc a l'hora d'escriure, tenint en compte que Mateu reescrivia un episodi que havia llegit en Marc.

## Interpretacions
L'exegesi cristiana tradicional pel que fa a aquest episodi indica l'afirmació de la Divinitat de Jesús per demostrar la seva autoritat per damunt naturalesa. La teologia protestant de l'Aliança declara que aquest esdeveniment va ser un signe que va donar Jesús per indicar el final de l'aliança exclusiva entre Déu i els Jueus. Segons aquesta interpretació, l'arbre és una metàfora de la nació jueva, és a dir que tenia l'aspecte exterior de la grandesa divina (les fulles), però no produïa res per la glòria de Déu (la manca de fruita). Aquesta interpretació està relacionada amb la paràbola de la figuera estèril.
F. F. Bruce declara que les figueres produeixen algunes figues abans de la temporada, el que indica que faran més figues durant la temporada. D'aquesta manera, que no hi hagués figues en aquell moment significava que no en faria en tota l'any. El professor de teologia Craig Keener ha utilitzat aquests passatges per a datar l'Evangeli de Mateu, dient que només algú amb un coneixement proper al Mont de les Oliveres hauria conegut el cicle de les figueres.